# Calceolaria percaespitosa
Calceolaria percaespitosa är en toffelblomsväxtart som beskrevs av Wooden. Calceolaria percaespitosa ingår i släktet toffelblommor, och familjen toffelblomsväxter. Inga underarter finns listade i Catalogue of Life.